# Mykoła Kwasny
Mykoła Petrowycz Kwasny, ukr. Микола Петрович Квасний (ur. 4 stycznia 1995 w Dolinie w obwodzie iwanofrankiwskim) – ukraiński piłkarz, grający na pozycji obrońcy.

## Kariera piłkarska

### Kariera klubowa
Wychowanek klubów Kniaża Szczasływe oraz Zirka Kijów, barwy których bronił w juniorskich mistrzostwach Ukrainy (DJuFL). 7 listopada 2012 roku rozpoczął karierę piłkarską w juniorskiej drużynie Arsenał Kijów U-19, potem grał w młodzieżowej drużynie. Na początku 2014 podpisał kontrakt z Tawrią Symferopol, a latem 2014 przeniósł się do Worskły Połtawa. 11 sierpnia 2017 zasilił skład PFK Sumy. 3 lipca 2018 został piłkarzem Prykarpattia Iwano-Frankiwsk. 13 lipca 2019 przeszedł do FK Lwów, w którym grał do 17 grudnia 2019 roku. 27 stycznia 2020 zasilił skład Inhulca Petrowe.